# 社交恐懼症
是焦慮症的一種，其特徵是在社交場合中出現恐懼和焦慮情緒，至少在日常生活的某些方面造成相當大的痛苦和功能受損。這些恐懼可能是由他人的感知或實際審查引發的。社交焦慮症患者害怕他人的負面評價。
其身體症狀經常包括過度臉紅、出汗過多、顫抖、心悸和噁心。可能會出現口吃以及快速的言語。恐慌發作也可能發生在強烈的恐懼和不適下。一些患者可能會使用酒精或其他藥物來減少社交活動中的恐懼和壓抑。社交恐懼症患者以這種方式自我治療是很常見的，尤其是在他們未被診斷、未被治療或兩者兼有的情況下；這可能導致酒精使用障礙、飲食障礙或其他類型的物質使用障礙。 該症有時被稱為「失去機會的疾病」（英語：illness of lost opportunities），其中“個人做出重大的生活選擇來適應他們的疾病”。根據ICD-10指南，社交恐懼症的主要診斷標準是害怕成為關注的焦點，或害怕做出令人尷尬或羞辱的行為、迴避和焦慮症狀。標準化的評分量表可用於篩查社交焦慮症並衡量焦慮的嚴重程度。
社交焦慮症的一線治療方法是認知行為療法（英語縮寫CBT）。SSRIs 等藥物對社交恐懼症有效，尤其是帕羅西汀。CBT 可有效治療這種疾病，無論是單獨給藥還是集體給藥。認知和行為成分尋求改變思維模式和對引起焦慮的情況的身體反應。自1999年以來，隨著用於治療社交焦慮症的藥物獲得批准和上市，對社交焦慮症的關注顯著增加。處方藥包括幾類抗抑鬱藥：選擇性血清素再攝取抑製劑 (SSRIs)、血清素-去甲腎上腺素再攝取抑製劑 (SNRIs) 和單胺氧化酶抑製劑 (MAOIs)。其他常用藥物包括β受體阻滯劑和苯二氮卓類藥物。

## 關聯項目
- 焦慮症
- 錯失恐慌症
- 對人恐懼症
- 選擇性緘默症
- 迴避型人格障礙
- 學校恐懼症
- 社交孤立